# Общенациональная забастовка в Германии (2023)
Забастовка 2023 года в Германии — общенациональная забастовка работников транспорта, прошедшая в марте 2023 года в Германии. Она была организована двумя крупными транспортными профсоюзами Ver.di и EVG, которые потребовали повышения заработной платы для своих членов на 10,5 %, чтобы компенсировать рост цен на продукты питания и энергию.

## Масштаб
Забастовка стала одной из крупнейших за десятилетия в Германии и затронула аэропорты, в том числе в Мюнхене, Франкфурте и Гамбурге, общественный транспорт и крупнейший морской порт страны. Железнодорожное сообщение, а также ранние утренние региональные и пригородные поезда были приостановлены по всей стране.
В забастовке приняли участие более 400 000 транспортников, что сделало её крупнейшей акцией транспортников после серии забастовок 1990-х годов. Её цель состояла в том, чтобы послужить предупреждением правительству и работодателям о возможных последствиях неспособности договориться о повышении заработной платы, которое соответствовало бы инфляции. Опрос YouGov показал, что около 55 % немцев считают забастовку оправданной. Хотя Карин Вельге, представитель VKA, группы, представляющей работодателей государственного сектора, назвала забастовку «неспровоцированной эскалацией», профсоюзы утверждали, что необходимо дать понять работодателям, что работники поддерживают их требования. Забастовка носила в основном мирный характер, но вызвала серьёзные проблемы с поездками и торговлей в Германии, которая является крупнейшей экономикой Европы. Через 24 часа забастовка завершилась, после чего переговоры между профсоюзами и работодателями возобновились.